# Rosa da Viterbo
Rosa da Viterbo (Viterbo, 9 luglio 1233 – Viterbo, 6 marzo 1251) è stata una terziaria francescana. Venerata dalla religione cattolica come santa e celebrata dai fedeli della città di Viterbo il 4 settembre con il trasporto della Macchina di Santa Rosa, che avviene alla vigilia di tale data, la sera del 3 settembre.

## Biografia
Rosa nacque a Viterbo nel 1233 da Giovanni e Caterina; desiderava entrare nelle clarisse, che la respinsero a causa della sua salute precaria. Dopo una guarigione miracolosa entrò nel terz'ordine francescano; secondo la spiritualità di san Francesco d'Assisi visse la misericordia nell'opera di riconciliazione tra persone e famiglie. Predicò accanitamente contro i catari, aizzati da Federico II contro il Papa, e prese una forte posizione in difesa del pontefice nella lotta fra guelfi e ghibellini. Fu mandata in esilio con la sua famiglia per ordine del podestà di Viterbo e si rifugiò prima a Soriano nel Cimino, poi a Vitorchiano. In un'occasione rimase miracolosamente incolume tra le fiamme. Predisse la morte dell'imperatore Federico II e quando questa avvenne, tornò a Viterbo. L'anno successivo, nel 1251, Rosa da Viterbo morì all'età di soli 17 anni. In seguito alla venuta di papa Alessandro IV, il corpo fu riesumato dal cimitero della chiesa di Santa Maria in Poggio e fu trovato miracolosamente incorrotto. Venne trasportato nella chiesa di San Damiano, oggi Santuario di Santa Rosa e da allora questa traslazione viene ricordata con il trasporto della macchina della Santa.

## Canonizzazione
Il processo di canonizzazione iniziò l'anno stesso della morte e fu poi ripreso nel 1457, ma non venne mai portato a termine: a tutt'oggi la canonizzazione non è ancora avvenuta, ma si cerca di finalizzarla durante il pontificato di papa Francesco.

## Il culto a Viterbo
(Papa Giovanni Paolo II, Omelia durante la visita pastorale a Viterbo, 27 maggio 1984)
La festa di Santa Rosa si celebra il 4 settembre, giorno in cui ricorre l'anniversario della traslazione del corpo della santa, avvenuta nel 1258 a Viterbo, città di cui è la sola patrona (precedente a santa Rosa il patrono di Viterbo, almeno fino al XV secolo, come si evince dai testi di frate Annio da Viterbo, era san Lorenzo martire, cui è dedicata la Chiesa Cattedrale. Compatroni della città sono i santi e martiri Valentino presbitero e Ilario diacono; inoltre santa Rosa è compatrona della diocesi di Viterbo. 
Alla vigilia della festa, la sera del 3 settembre di ogni anno, viene trasportata in processione sulle spalle di cento robusti portatori, denominati Facchini, la Macchina di Santa Rosa, un campanile artistico illuminato, rinnovato ogni 5 anni, con un'altezza di 28 metri e del peso di circa 50 quintali, sormontato dalla statua della santa.
A Viterbo e nei dintorni si trovano numerose raffigurazioni di santa Rosa, per lo più in abiti dell'ordine francescano e con una corona di rose sul capo.

## Il corpo

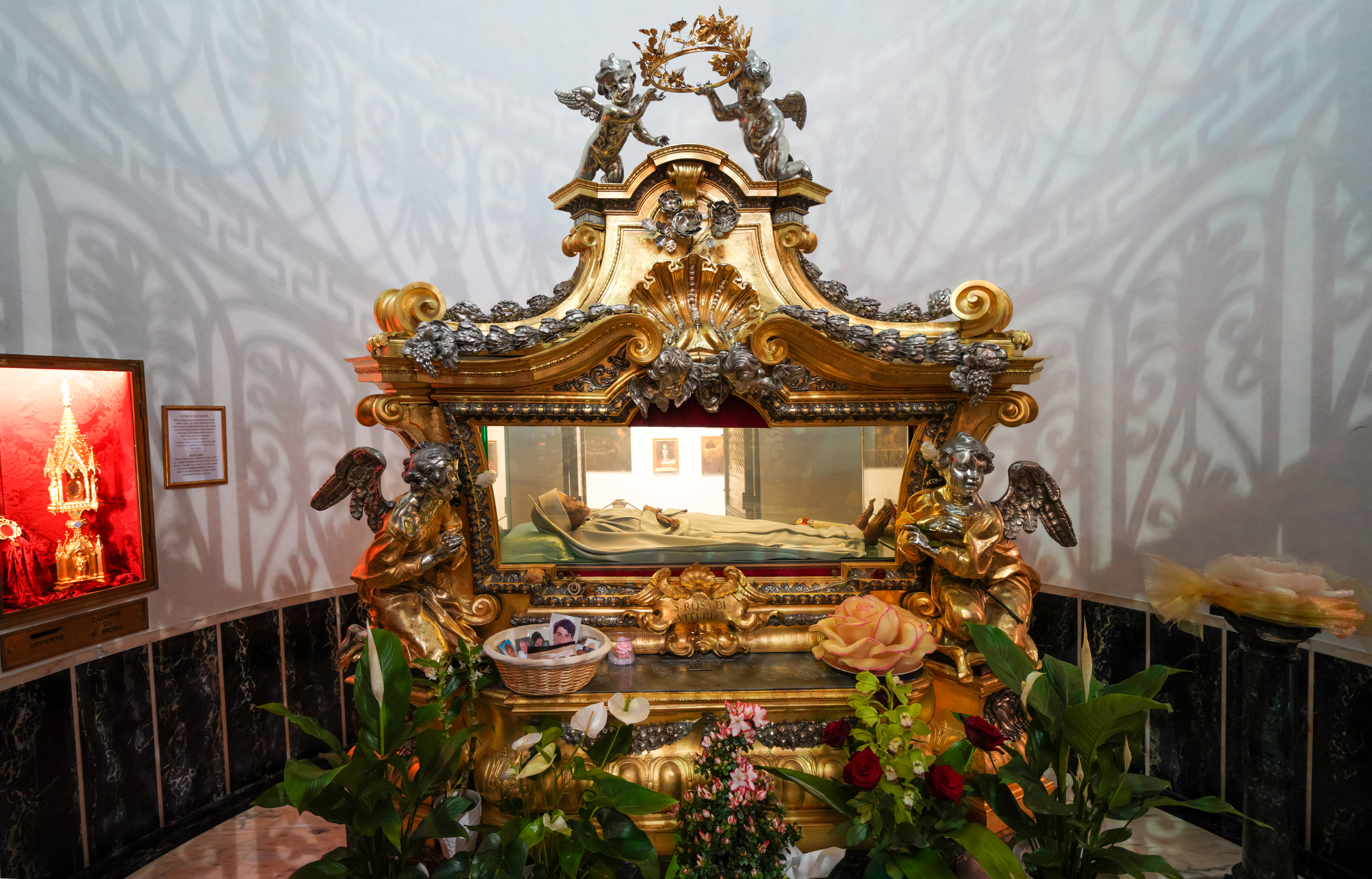
L'urna con il corpo della Santa

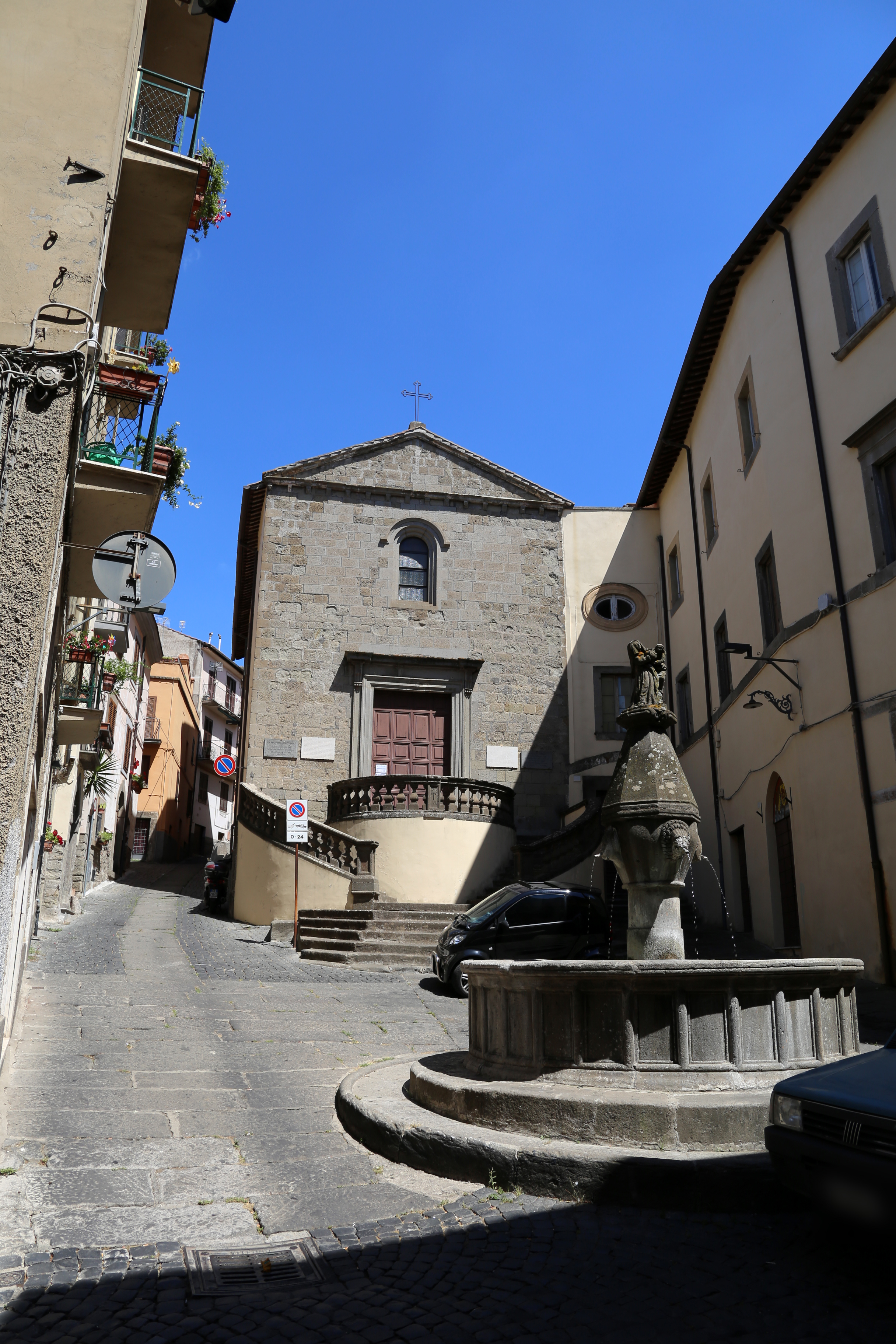
Chiesa di Santa Maria in Poggio, detta "della Crocetta"

Il corpo, sepolto direttamente nella terra (senza bara), fu ritrovato integro nel 1258 e traslato, per disposizione di papa Alessandro IV, dalla chiesa di Santa Maria in Poggio, detta "della Crocetta" dove si trovava, alla chiesa del monastero di San Damiano, dove oggi sorge il santuario della santa.
Nel corso degli anni non vennero mai prese particolari precauzioni per la sua conservazione, ma anzi, durante il Rinascimento era permesso ai fedeli toccare la santa attraverso una piccola apertura praticata sull'urna.
Nel 1921 fu eseguita una prima ricognizione durante la quale venne estratto il cuore ancora integro che venne riposto in un reliquiario d'argento.
Nel 1996 una nuova ricognizione ha permesso di effettuare una serie di indagini scientifiche, dalle quali è emerso che santa Rosa aveva un'età compresa tra i 18 e i 20 anni al momento del decesso. Inoltre era affetta da una rara patologia, la pentalogia di Cantrell, caratterizzata da una mancanza congenita dello sterno, che normalmente porta a morte durante la primissima infanzia . Sul braccio sinistro è stata rilevata una cicatrice, compatibile con una ferita che le fonti storiche riferiscono Rosa abbia subìto durante l'assedio delle truppe di Federico II alla città di Viterbo.
Santa Rosa inoltre doveva avere un'altezza di circa 1,55 m, occhi blu e capelli scuri. Questi dati e quelli tratti dalle radiografie del cranio, hanno permesso di effettuare una ricostruzione grafica del volto.
Alla storia di santa Rosa è stato dedicato uno spazio nella trasmissione di Roberto Giacobbo Voyager andata in onda su Raidue il 21 settembre 2012.

## Opere musicali ispirate alla santa

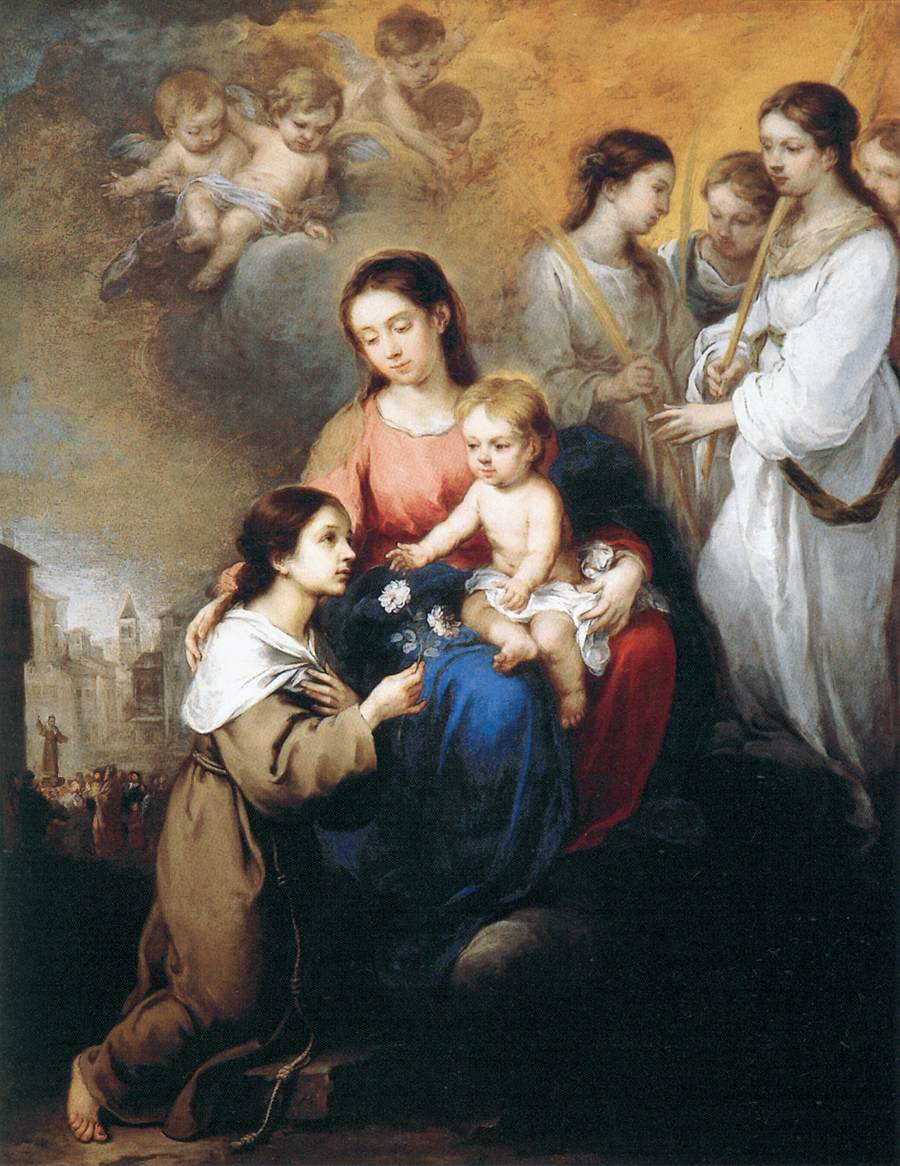
Bartolomé Esteban Murillo, Santa Rosa da Viterbo dona un fiore a Gesù bambino in braccio alla vergine Maria.

A tale personaggio s'ispirano i due oratori: Santa Rosa di Viterbo, musica di Francesco Monti, in prima esecuzione ad Ancona per la festa di San Ciriaco nel 1726; Santa Rosa di Viterbo del sacro ordine di San Francesco, a 5 voci, musica di Alessandro Melani, eseguito la prima volta in Firenze alla Congregazione dell'Oratorio di San Filippo Neri nel 1693. La prima esecuzione moderna di quest'ultimo, curato in forma corrente da Saverio Franchi e Massimo Scapin, si diede nella Basilica Cattedrale di Viterbo durante il "Festival barocco" del 2000, nell'interpretazione dell'Orchestra da Camera della Scuola Musicale Comunale di Viterbo, direttore Massimo Scapin. "La Rosa della Pace" con la collaborazione della "corale polifonica viterbese" brano dedicato a Santa Rosa vista come simbolo di Pace, parole e musica di Michele Arena.
Il 18 agosto 1932 fu pubblicato l'Inno all'inclita verginella Santa Rosa da Viterbo, del celebre compositore viterbese Cesare Dobici, considerato l'inno liturgico ufficiale della Santa.

## Filmografia
- Santa Rosa il cuore di Viterbo, regia soggetto e sceneggiatura di Gianluca Di Prospero (2004).
- Vita di Santa Rosa, cartone animato di Gianluca Di Prospero (2011) Vedi canale YouTube alla voce: Gianluca Di Prospero
- Lo sguardo di Rosa , Regia e sceneggiatura Fabio Segatori (2017).
- Rosa da Viterbo, soggetto e regia di Rosanna De Marchi e Luigi Avella, (2017).